# Cuphonotus
Cuphonotus es un género con cuatro especies de plantas de la familia Brassicaceae. Son nativas de Australia.

## Especies seleccionadas
- Cuphonotus andraeanus
- Cuphonotus antipodus
- Cuphonotus australis
- Cuphonotus humistratus